# Marinebefehlshaber Nordfrankreich
Die Dienststelle Marinebefehlshaber Nordfrankreich war eine Kommandobehörde der Kriegsmarine im Zweiten Weltkrieg.

## Geschichte
Die Dienststelle wurde Ende Mai 1940 in Boulogne-sur-Mer im Rahmen des erfolgreich verlaufenden Westfeldzugs errichtet und dem Kommandierenden Admiral West unterstellt. Ihr Befehlsbereich umfasste zunächst die französische Nordküste und ab Juni 1940 mit der Neuorganisation des Abschnitts zusätzlich die belgische Küste einschließlich der Schelde mit Ausnahme Antwerpens, das zum Befehlsbereich des Kommandierenden Admirals in den Niederlanden gehörte. Der Bereich zog sich im Küstenbereich Nordfrankreichs einschließlich Cherbourg bis östlich von St. Malo. Daran schloss sich der Befehlsbereich des neugeschaffenen Marinebefehlshaber Bretagne, ab Dezember 1940 des Marinebefehlshabers Westfrankreich an.
Bereits am 25. Juli 1940 wurde der Bereich aufgeteilt. Der bisherige Stab mit Sitz in Trouville behielt seine Bezeichnung und war nunmehr für den westlichen Teil des vorherigen Befehlsbereichs westlich der Somme-Mündung verantwortlich. Im Westen reichte damit der Zuständigkeitsbereich bis zur Mündung des Couesnon und der Bucht von Saint-Michel gegenüber der gleichnamigen Insel. Für den nordöstlichen Teil des Kommandobereichs wurde die Dienststelle des Marinebefehlshabers Kanalküste eingerichtet.
Bei der Auflösung der Dienststelle Marinebefehlshaber Bretagne im Dezember 1940 wurde die Westgrenze des Bereichs an die Mündung der Rance bei Saint-Malo verschoben, wo sich nunmehr der Bereich des Marinebefehlshabers Westfrankreich anschloss. Bereits im Februar 1941 wurden die Befehlsbereiche Nordfrankreich und Kanalküste wieder vereinigt, wobei die Dienststelle des Marinebefehlshabers Nordfrankreich aufgelöst wurde. An seiner Stelle übernahm der Stab des Marinebefehlshabers Kanalküste unter Beibehaltung seiner Bezeichnung die Führung und bezog das Hauptquartier in Trouville.

## Unterstellte Kräfte
Die Organisation im Bereich Nordfrankreich unterschied sich dahingehend von anderen Kommandobereichen, als die Marineartillerie den Seekommandanten unterstand, nicht jedoch die Hafenkommandanten und -kapitäne, die dem Marinebefehlshaber direkt unterstellt waren. Dem Marinebefehlshaber Nordfrankreich waren somit folgende Dienststellen direkt unterstellt:
- Seekommandanten Seine-Somme
- Kommandant der Seeverteidigung Cherbourg/Normandie

## Marinebefehlshaber
- Vizeadmiral Eugen Lindau Mai 1940 – Februar 1941[1]

## Chef des Stabes
- Fregattenkapitän Conrad Engelhardt: von Mai bis Juli 1940
- Kapitän zur See Werner Stichling: von Juli 1940 bis November 1940
- Kapitän zur See Wolfgang Loeper († September 1941): von Dezember 1940 bis zur Auflösung

## Bekannte Angehörige der Dienststelle
- Korvettenkapitän Robert Weber: 1. Admiralstabsoffizier von der Aufstellung bis November 1940